# Procyon lotor insularis
O Procyon lotor insularis é uma subespécie do guaxinim endêmica nas duas principais ilhas das Islas Marías, um arquipélago na costa oeste do estado mexicano de Naiarite. Embora às vezes seja considerado uma espécie válida, o Procyon lotor insularis é agora considerado uma subespécie do guaxinim, introduzido nas Islas Marías no passado recente. Ele é um pouco maior do que o guaxinim e tem um crânio angular característico. Há menos de 250 indivíduos maduros nas ilhas, eles são caçados pelos habitantes das ilhas e a União Internacional para a Conservação da Natureza classificou seu status de conservação como “em perigo”.

## Classificação
Em sua descrição inicial, em 1898, o Procyon lotor insularis foi classificado como uma subespécie do guaxinim (Procyon lotor) por Clinton Hart Merriam. Em 1950, Edward Alphonso Goldman o identificou como uma espécie distinta, uma visão que foi mantida pela maioria dos cientistas até recentemente. Em um estudo de um par de espécimes montados em 2005, Kristofer M. Helgen e Don E. Wilson chegaram à conclusão de que há diferenças morfológicas entre o Procyon lotor insularis e a subespécie Procyon lotor hernandezii do guaxinim encontrado no continente mexicano, mas que elas não são grandes o suficiente para justificar a classificação como espécies distintas. Portanto, supõe-se que o Procyon lotor insularis tenha sido introduzido nas Islas Marías há pouco tempo. Posteriormente, o Procyon lotor insularis foi listado como uma subespécie do guaxinim na terceira edição da Taxonomia de Wilson e Reeder, de Wilson e DeeAnn M. Reeder, publicada em 2005.

## Descrição
O comprimento médio do corpo de cinco machos adultos, incluindo a cauda, foi declarado como 84,1 cm por Edward William Nelson em 1898. Três espécimes montados, que tinham entre 84 e 90,4 cm de comprimento, foram medidos em 2005. Samuel I. Zeveloff chama o Procyon lotor insularis de grande em comparação com um guaxinim de tamanho médio, de modo que não é um exemplo de nanismo insular. A pelagem do Procyon lotor insularis é clara e curta e, nas partes inferiores, apenas alguns pelos de guarda cobrem os pelos marrons claros do solo. A característica mais marcante em comparação com outras subespécies é seu crânio angular. Outra característica diferente do guaxinim do norte é o fato de ele ter molares estreitos.

## Conservação
Em 1996, o Procyon lotor insularis foi classificado como em perigo de extinção pela IUCN, pois menos de 250 indivíduos maduros viviam na natureza. Presume-se que a subespécie Procyon insularis vicinus endêmica de María Magdalena esteja extinta. Como existem apenas dois espécimes montados em museus, provavelmente nunca se saberá se ela é taxonomicamente distinta da subespécie endêmica de María Madre. O Procyon lotor insularis é caçado pelos habitantes da ilha e não foram feitos esforços de conservação para proteger a espécie da extinção. Considerando sua pequena área de distribuição, o Procyon lotor insularis provavelmente nunca foi numeroso, como os outros quatro guaxinins da ilha (guaxinim-pigmeu, Procyon lotor maynardi [en], Procyon lotor minor [en] e o extinto Procyon lotor gloveralleni [en]).